# Emmett (Idaho)
Emmett ist ein Ort und County Seat des Gem County im US-Bundesstaat Idaho.

## Geographie
Emmett liegt an der Stateroute 16 und 52, etwa 12 km südwestlich der Black Canyon Talsperre.
Der Ort bedeckt eine Fläche von 4,7 km² (1,8 mi²), davon keine Wasserflächen.

## Demographie
Die Volkszählung 2020 des US Census Bureau ermittelte für Emmett eine Einwohnerzahl von 7.647.
| Bevölkerung | Jahre   | Anteil  |
| ----------- | ------- | ------- |
| unter       | 18      | 28,40 % |
| von         | 18 – 24 | 9,10 %  |
| von         | 25 – 44 | 26,30 % |
| von         | 45 – 64 | 18,40 % |
| über        | 65      | 17,80 % |

Das durchschnittliche Alter beträgt 35 Jahre.

## Persönlichkeiten
- Brad Little (* 1954), US-amerikanischer Politiker, amtierender Gouverneur von Idaho
- Aaron Paul (* 1979, als Aaron Paul Sturtevant), US-amerikanischer Schauspieler